# کتابخانه ملی ونزوئلا
کتابخانه ملی ونزوئلا (به انگلیسی: National Library of Venezuela)، واقع در کاراکاس، سپرده قانونی و حق چاپ برای ونزوئلا است. در ۱۳ ژوئیه ۱۸۳۳ با فرمان ژنرال خوزه آنتونیو پاز تأسیس شد. دیگو باتیستا اوربانجا، وزیر امور خارجه، به عنوان اولین مدیر انتخاب شد.
دفتر مرکزی فعلی کتابخانه توسط معمار توماس سانابریا از سال ۱۹۸۱ تا ۱۹۸۹ به سبک معماری بروتالیست طراحی شد که دارای طیف وسیعی از عناصر طراحی و تکنیک‌های ساخت متمایز است.

## مجموعه‌ها
این کتابخانه شامل چندین مجموعه ویژه است:
- کاتالوگ خودکار
- جهت‌گیری و مرجع
- CEDINBI (مرکز اطلاعات و اسناد کتابخانه)
- مجموعه کتابشناسی عمومی (CBG)
- مجموعه هموگرافی (CH)
- مجموعه انتشارات رسمی (CPO)
- مجموعه مستند قدیمی (CDA)
- مجموعه آرکایا (CA)
- مجموعه صدا و سینما و مجموعه آثار تخت (CSCCOP).

## اهداف
به گفته وب سایت آنها، «این مؤسسه آرزو دارد از طریق انتشار عناوین مختلف چاپی یا مجازی، تخصصی یا جمعی، سازمانی فعال در گسترش علم و دانش باشد تا در شکل‌گیری یک شهروند متعهد به ایجاد یک جامعه بهتر کمک نماید.»

## تاریخچه
در سال ۱۸۳۱، آنتونیو لئوکادیو گوزمان، وزیر کشور، ایده ادغام کتابخانه‌های صومعه و کتاب‌خانه‌هایی را که قبلاً در سراسر کشور پراکنده بودند، را پیشنهاد کرد. سپس در سال ۱۸۳۳ رئیس‌جمهور وقت خوزه آنتونیو پاز، این پیشنهاد را عملی کرد و تأسیس کتابخانه فرمان داده شد و نهایتاً تا سال ۱۸۷۰ بود که "پایه محکمی برای عملکرد [کتابخانه ملی] ایجاد شد.